# Enteleki
Enteleki (fra græsk ἐντελέχεια "virksomhed", "fuldstændiggørelse") er begreb Aristoteles udviklede i sit værk Metafysikken, der angiver en virkeliggørelse af noget, som tidligere kun var en potentiel mulighed. Enteleki kan henvise til en form for teleologiske faktor, som bevirker, at et organisk væsen vil udvikle sig i overensstemmelse med sin egenart.
Begrebet anvendtes først af Aristoteles som betegnelse for den fuldkomne virkelighed, den fulde aktualitet, som formen bevirker, i modsætning til stoffet som blot potentialitet; det er udtryk for det virkelig værende i alt og målet, hvorefter der stræbes. Begrebet blev ligeledes anvendt af skolastikerne og anvendtes senere også af Leibniz, der betegner sine monader som enteleki, fordi de er principperne for det virkelig værende. Endelig har Hans Driesch anvendt begrebet i forbindelse med sin forskning.

## Aristoteles
Hos Aristoteles er sjælen "den første enteleki hos en organisk krop". Det skal forstås således, at i en organisk krop vil alle dennes dele tjene et formål, og enteleki hos en sådan krop er det i kroppen indeværende formål. Aristoteles mente således, at af alle de mulige former, en krop kunne tænkes at rumme, er sjælen den første eller højeste - den, til hvilken alle andre former forholde sig tjenende. Ved denne definition har Aristoteles så nært forbundet krop og sjæl, at sjæl uden krop ikke lader sig tænke, hvorved således al individuel udødelighed umuliggøres.